# Блакитна стріла (фільм, 1958)
«Блакитна стріла» (рос. «Голубая стрела») — український радянський художній фільм 1958 року режисера Леоніда Естріна за мотивами однойменної повісті Володимира Черносвітова. Виробництва кіностудії імені Олександра Довженка.

## Сюжет
Познайомившись під час відпочинку на пляжі з симпатичною жінкою, недалекий лейтенант Дудник намагається справити на неї враження. Щоб показати свою значимість, він розповідає їй про заплановані випробування нового секретного літака — «Блакитної стріли»…

## У ролях
- Андрій Гончаров —  Карпенко, майор-льотчик
- Генріх Осташевський —  Сергєєв, льотчик
- Микола Муравйов —  Остапчук Андрій, диверсант
- Костянтин Барташевич —  Командувач флотом
- Павло Луспекаєв —  Начальник штабу
- Анатолій Алексєєв —  Член Військової ради
- Олексій Максимов —  Керженцев, полковник, начальник особливого відділу флоту
- Юрій Боголюбов —  Сержант Гречка
- Анвар Тураєв —  Солдат Кафнутдінов
- Анатолій Кокорін —  Руденко
- Неоніла Гнеповська —  Ольга, дружина капітана Карпенка
- Борис Новиков —  лейтенант Дудник
- Іван Переверзєв —  Бєльський, командир ворожого підводного човна
- А. Кузнєцова —  Ковальська Лариса Гнатівна, іноземний агент
- Володимир Волчик —  Янсен, диверсант
- Олексій Бахарь —  Карл, водолаз-диверсант

## Творча група
- Сценарій: Володимир Черносвітов, за участю Володимира Алексєєва (Розенштейна)
- Постановка: Леонід Естрін
- Художники-постановники: Вульф Агранов, Олександр Кудря
- Оператор-постановник: Олександр Пищиков
- Оператор підводних зйомок: Костянтин Лавров
- Режисер: Ігор Вєтров
- Композитор: Володимир Кирпань
- Художник по косюмах: Лідія Байкова
- Монтаж: С. Тесленко
- Комбіновані зйомки: оператор — Микола Іллюшин, художник — Георгій Лукашов
- Редактор: Рената Король
- Директор картини: Давид Яновер